# Pro-ana
Pro-ana is de naam voor een beweging van mensen die lijden aan een eetstoornis. Menig die met Pro-ana beginnen zitten in een fase waarin ze nog niet geloven dat ze een ziekte hebben, maar dit uit een vrije wil doen en aanschouwen dit als een levensstijl. Deze mensen zien daarom van zichzelf anorexia nervosa en andere eetstoornissen, ook niet als een stoornis. Hiermee wordt stelling genomen tegen de medische wetenschap die anorexia als een potentieel dodelijke psychische aandoening beschouwt. Er zijn ook mensen die in de loop van tijd besef hebben dat dit een ziekte is, en pro-anasites bezoeken, simpelweg om steun te krijgen en omdat ze merken dat ze niet de enigen zijn die zo denken als zijzelf. Pro-ana is afkomstig van het Engelse "Professional Anorexic". Dit waren de eerste pro-anasites. Websites met tips voor modellen en acteurs, en mensen wier carrière baat had bij een anorectisch uiterlijk. Dit kwam uit de tijd van de heroinechic-look rond 1990. Later, toen pro-ana bekend werd, ontstond er ook een nieuwe beweging voor boulimiepatiënten onder de naam pro-mia. Deze beweging vormde op de werkwijze van pro-ana hun eigen begrip. Hardcore pro-ana refereert aan het promoten van anorexia nervosa als levensstijl.

## Ontstaan
Aanhangers van de beweging Pro-ana streven ernaar om op radicale wijze te voldoen aan hun slankheidsideaal, een positief zelfbeeld te ontwikkelen en de macht over het eigen lichaam te verkrijgen. Pro-ana is een aantal jaren erg actief geweest op het internet en leek op een gegeven moment terrein te verliezen door het verbod op pro-anasites in de Verenigde Staten.
Pro-ana-websites bevatten doorgaans internetfora, geven tips over afvallen en mogelijkheden om het ideale gewicht te berekenen (waarbij de gebruikte waarden vaak lager liggen dan medisch geaccepteerde normen). In de Verenigde Staten hebben enige pro-ana-aanhangers protestdemonstraties gehouden tegen de consumptiemaatschappij, met name de overmatige consumptie van voedsel.
Critici wijzen erop dat sommige stromingen van de pro-ana-beweging levensgevaarlijk zijn voor de doelgroep. Door enkele critici is in Nederland als gezond alternatief Proud2Bme opgericht. Door het het bieden van een gezond alternatief voor pro-ana hopen zij jongeren te behoeden of de stap te laten zetten van pro-ana naar Proud2Bme om hiermee geleidelijk de weg naar herstel te bewandelen.

## Stromingen
Er zijn verschillende stromingen van pro-ana:
- De extremere vorm (Hardcore proana) die pro-ana als een levenswijze ziet. De activiteiten gebeuren vaak op undergroundfora, waar je moeilijk toegang tot kan krijgen. Vaak ligt de leeftijd van aanhangers hier tussen de 15 en 23 jaar.
- De strenge vorm van pro-ana gaat er juist van uit dat een eetstoornis wel degelijk een ziekte is maar dat zij er nog niet klaar voor zijn om te genezen. Ze moedigen herstel wel aan, maar zullen niemand dwingen. Voor een buitenstaander is het moeilijk om het verschil tussen Hardcore en streng te onderscheiden, doordat het intrigeren op een forum vaak via een voorstel en evaluatie periode gaat.
- De publiekelijke vorm van pro-ana is gemengd, dit is vaak terug te vinden op blogs en openbare fora, hier vallen zowel de extreme als de strenge vorm onder maar ook mensen die tegen deze twee vormen zijn, maar erop gaan om lotgenoten te zoeken. Publiekelijke variant is in tegenstelling tot de extreme en strenge minder persoonlijk omdat zware persoonlijke onderwerpen makkelijk door iedereen te lezen is, hier wordt meestal over standaard dagelijkse problemen gepraat.